# Малитиков, Андрей Спиридонович
Андре́й Спиридо́нович Малитико́в (15 августа 1916, Зуи — 1978, Москва) — советский историк-архивист, кандидат исторических наук. Участник Великой Отечественной войны, подполковник.

## Биография
В 1938 году окончил Институт политического просвещения, затем был на комсомольской и партийной работе.
В 1941—1946 годах был политработником в РККА.
В 1961—1966 годах был начальником отдела ведомственных архивов и делопроизводства Главного архивного управления при Совете Министров СССР, в 1966—1970 годах был директором ВНИИДАД.
В 1970—1978 годах был заместителем начальника Главархива СССР. В 1971 году защитил кандидатскую диссертацию на тему «Основные направления документоведческих и архивоведческих исследований в СССР (1956—1970 годы)».
Похоронен на Новодевичьем кладбище в Москве.

### Семья
- Жена — Тамара Васильевна Малитикова (1920—1997)[2].

## Основные работы
- Руководство по делопроизводству / ред. А. С. Малитиков, Д. И. Сольский. — Мо.: Экономика, 1972. — 294 с.
- Краткий словарь видов и разновидностей документов / отв. ред. А. С. Малитиков. — М., 1974. — 79 с.

## Награды
- 15 мая 1943 — медаль «За боевые заслуги».
- 17 октября 1944 — Орден Красной Звезды.
- 31 января 1945 — Орден Отечественной войны II степени.
- Медаль «За оборону Сталинграда».
- Медаль «За победу над Германией в Великой Отечественной войне 1941—1945 годов»[1].